# Das Samtkaninchen

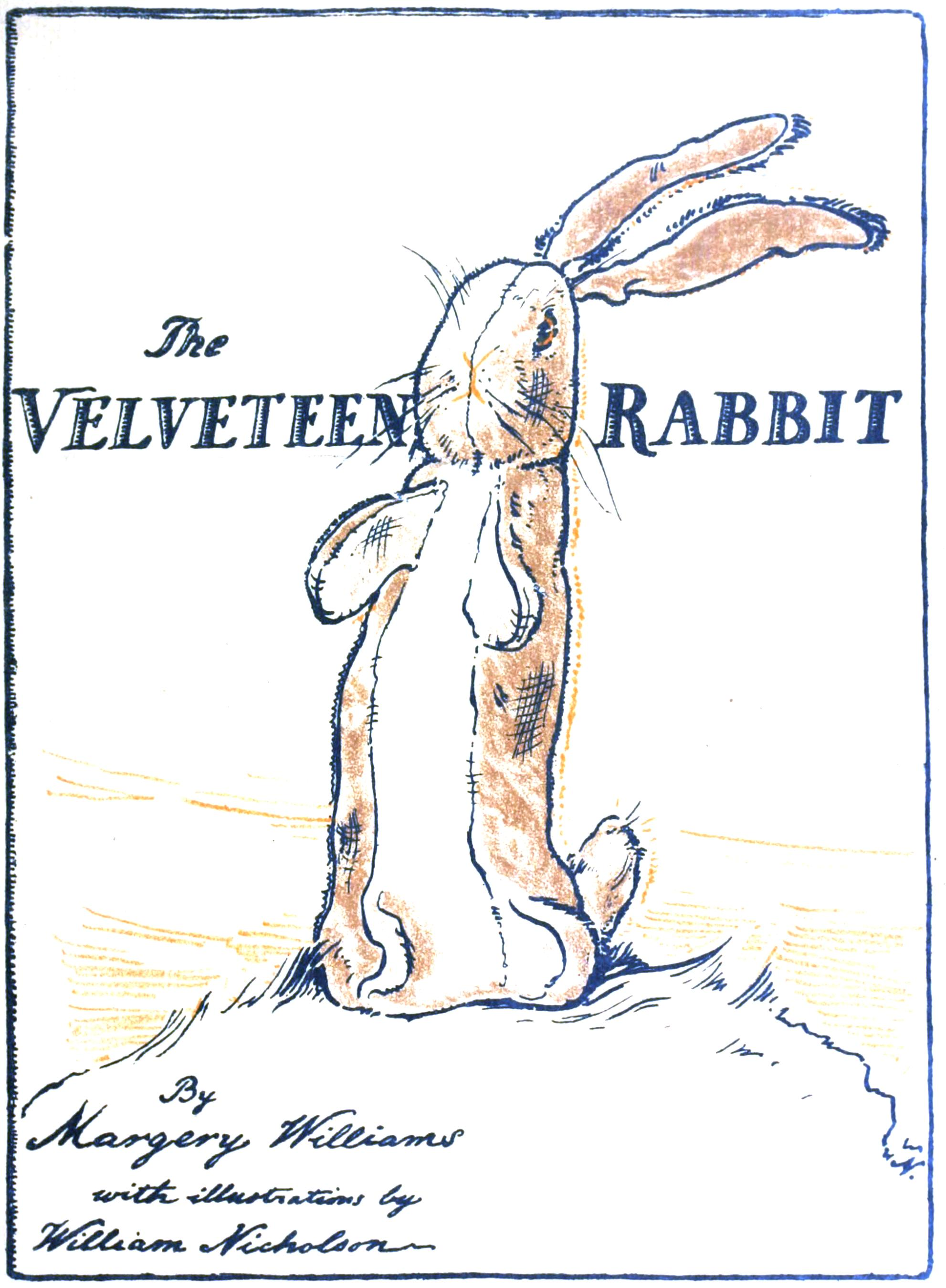
Buch-Cover der englischen Originalausgabe von 1922 des Heinemann-Verlags

Das Samtkaninchen (englischer Originaltitel The Velveteen Rabbit bzw. How Toys Become Real) ist ein Kinderbuch der britisch-amerikanischen Kinderbuchautorin Margery Williams. Die Geschichte wurde 1922 in Buchform beim Verlag Heinemann mit Illustrationen von William Nicholson veröffentlicht.

## Inhalt
Ein kleiner Junge bekommt zu Weihnachten einen Kuschelhasen. Kurze Zeit spielt er mit ihm, doch dann werden andere (mechanische) Spielsachen interessanter und das Samtkaninchen gerät in Vergessenheit. Ein in die Jahre gekommenes Holzpferd, das dem Onkel des kleinen Jungen gehört hatte, eröffnet dem Häschen, dass es ‚wirklich‘ werden könne, wenn es von seinem Besitzer aufrichtig geliebt werde. Dann spiele es auch keine Rolle, wie schäbig man aussehe. Eines Abends kann der Junge seinen Spielzeughund, der immer bei ihm schläft, nicht finden. Das Kindermädchen bietet ihm stattdessen das Samtkaninchen an und ab sofort sind der kleine Junge und der Kuschelhase unzertrennlich: im Bett, im Haus und draußen im Garten. Dort trifft das Häschen eines Tages zwei echte Kaninchen, die ihm bewusst machen, dass es doch nicht so wirklich ist, wie es sich das gewünscht hatte.
Wenig später erkrankt der kleine Junge an Scharlach und erholt sich nur langsam von dieser Krankheit. Der mittlerweile bereits stark abgegriffene Kuschelhase verbringt jede Stunde mit dem Jungen im Bett, doch als dieser am Weg der Besserung ist, erklärt der Arzt, dass das Zimmer des Jungen desinfiziert und sämtliche Spielsachen, inklusive des Samtkaninchen, verbrannt werden müssten. Zusammen mit Bilderbüchern und dem Spielzeug, mit dem der Junge gespielt hatte, wird der Kuschelhase in einen Sack gesteckt und zum Verbrennen in den Garten getragen. Dort weint das Samtkaninchen eine echte Träne, woraufhin an dieser Stelle eine Blume wächst, aus der eine Fee entsteigt, die ihn tatsächlich in einen lebendigen Hasen verwandelt, so dass er nicht nur für den kleinen Jungen, sondern für jedermann wirklich ist.

## Rezeption
Victoria Neumark schreibt in ihrer Rezension: „Manche nennen es übertrieben sentimental, aber The Velveteen Rabbit oder How Toys Become Real hat einen Hauch von Magie. Seit seiner Veröffentlichung wurde Margaret Williams' erstes Werk in den USA viel gelesen und für Fernsehen, Film, Radio und Bühne adaptiert. Beeinflusst von der wehmütigen Laune Walter de la Mares (den sie als ihren Mentor bezeichnete) und dem Verlust ihres Vaters in ihrer Kindheit, erforscht Williams tiefe Gefühle von Bindung und Verlust in einer zarten, einfach ausgedrückten Erzählung.“ Andrea Long Chu schreibt anlässlich des 100-Jahr-Jubiläums: „Das Buch wurde erstmals 1922 von einer wenig bekannten Schriftstellerin namens Margery Williams Bianco in Buchform veröffentlicht und wird seit einem Jahrhundert gedruckt, wobei allein in den USA über eine Million Exemplare verkauft wurden. Dutzende von Illustratoren haben es neu interpretiert, darunter Maurice Sendak drei Jahre vor Wo die wilden Kerle wohnen. Es wird häufig für die Bühne adaptiert, und Meryl Streep erhielt 1986 eine Grammy-Nominierung für eine Aufnahme, die sie mit dem Pianisten George Winston machte. Heuer veröffentlichte Doubleday eine Ausgabe zum 100-jährigen Jubiläum mit atemberaubenden neuen Bildern der preisgekrönten Illustratorin Erin Stead. In der ganzen englischsprachigen Welt ist es eine einfache Gutenachtgeschichte geblieben. Vielleicht haben Sie es selbst gelesen, als Sie klein waren; vielleicht haben Sie es jemandem vorgelesen, der kleiner war.“ Ruth Rodgers schreibt im Faces-Magazine in ihrem Artikel Bunnies & Books: „The Velveteen Rabbit unterstreicht die Bedeutung von Liebe und Kameradschaft und zeigt, wie Liebe sich verändern kann. Dieses abgenutzte, ausgestopfte Kaninchen lehrt über den Kampf mit Minderwertigkeitsgefühlen, Mobbing, Wertgefühlen, Vernachlässigung und schließlich Hoffnung, wenn sich das Spielzeug auf magische Weise in ein glückliches, echtes Kaninchen verwandelt […] Die Leser lieben diese Geschichte bis ins Erwachsenenalter.“

## Auszeichnungen
The Velveteen Rabbit wurde mit dem IRA/CBC Children’s Choice Award ausgezeichnet.

## Referenzen
Das Samtkaninchen wird in dem literarischen Nachschlagewerk 1001 Kinder- und Jugendbücher – Lies uns, bevor Du erwachsen bist! für die Altersstufe 5+ Jahre empfohlen. Das Buch ist außerdem in der Anthologie The Hutchinson Treasury of Children’s Literature enthalten.

## Ausgaben
- The Velveteen Rabbit. Heinemann, UK 1922 (englisch). – Vorabdruck 1921 in Harper’s Bazaar[6]
- Der kleine Kuschelhase oder Wie die Dinge wirklich werden. Herder, Freiburg 1992.
- Das Samtkaninchen. Lentz, 1997.

## Verfilmungen
- The Velveteen Rabbit, 18-minütiger Kurzfilm, 1973
- Little Ears: The Velveteen Rabbit, 24-minütiger Kurzfilm, erzählt von Meryl Streep, 1985[4]
- Der Hase mit den Samtohren, 30-minütiger Animationsfilm, erzählt von Christopher Plummer, 1985
- The Velveteen Rabbit, Regie Michael Landon Jr., u. a. mit Jane Seymour, 2009